# 穆罕默德·扎格盧勒
穆罕默德·扎格盧勒（Mohamed Zaghloul，1993年8月31日—）是一名埃及角力運動員，主攻男子自由式86公斤級項目。他曾獲得非洲運動會男子自由式86公斤級冠軍。

## 外部連結
- International Wrestling Datbase